# On a Clear Day I Can’t See My Sister
«On a Clear Day I Can’t See My Sister» (рус. Ясным днём я не могу увидеть свою сестру) — одиннадцатая серия шестнадцатого сезона мультсериала «Симпсоны».

## Сюжет
Всех детей Спрингфилда собирают в 3 часа утра, чтобы поехать на ледник. Во время экскурсии Барт всячески унижает Лизу. В автобусе она говорит, что отомстит ему, и на следующий день Барт получает запрет, из-за чего не может подходить к сестре ближе, чем на 20 футов. Гомер делает приспособление из ненужных вещей, которое длиной как раз 20 футов. Жизнь Барта (как он считает) превращается в ад, так как Гомер прикрепил на конец приспособления отвёртку, из-за чего Барту, в скором времени, приходится идти ко врачу. Джулиус Хибберт сказал, что всё, что он может сделать, — это сделать ему обезболивающее.
Тем временем Гомер и Мардж приходят в магазин, где работает отец Гомера. Гомер, случайно повредив здоровье своего отца, работает за него.
Мардж хочет отменить запрет. Барт говорит, что у судьи нет чувства юмора. Оскорблённая судья делает новый запрет, благодаря которому Барту нельзя подходить к сестре ближе, чем на 200 футов. Барту приходится жить в лесу, который находится недалеко от дома. Барт начинает жить собачьей жизнью. Мардж просит Лизу отменить запрет, однако Лиза понимает, что Барт ничего хорошего для неё не сделал, и говорит: «Если он мне сделает что-то хорошее, тогда я верну его в дом».
У Гомера в супермаркете продолжают хорошо идти дела. Но Гомера запирают на работе, под предлогом, что он должен остаться там на всю ночь. Случайно Гомер отрывает от себя чип, который ударил… электрическим током. Однако, вырвав его, он «чуть-чуть» потерял мозги, разнёс дверь и уехал из магазина, вероятно, увольняясь.
На следующий день Лиза видит в бинокль, что Барт сделал статую (в честь Лизы, как она думала). На самом деле Барт хотел сжечь это произведение искусства, чтобы показать, как он ненавидит сестру. Но найдя предлог для оправдания, Лиза сжигает (перед этим сломав) приспособление, сделанное Гомером, а заодно и судебный протест.

## Цензура
После землетрясения и цунами в Тохоку в 2011 году и связанной ядерной чрезвычайной ситуации эпизод был снят с эфира австрийских телеканалов из-за шуток об утечках радиации.